# Zündglocke
Die Zündglocke ist eine zylindrische Vertiefung im Patronenboden von Zentralfeuermunition. Sie dient der Aufnahme des Anzündhütchens. 

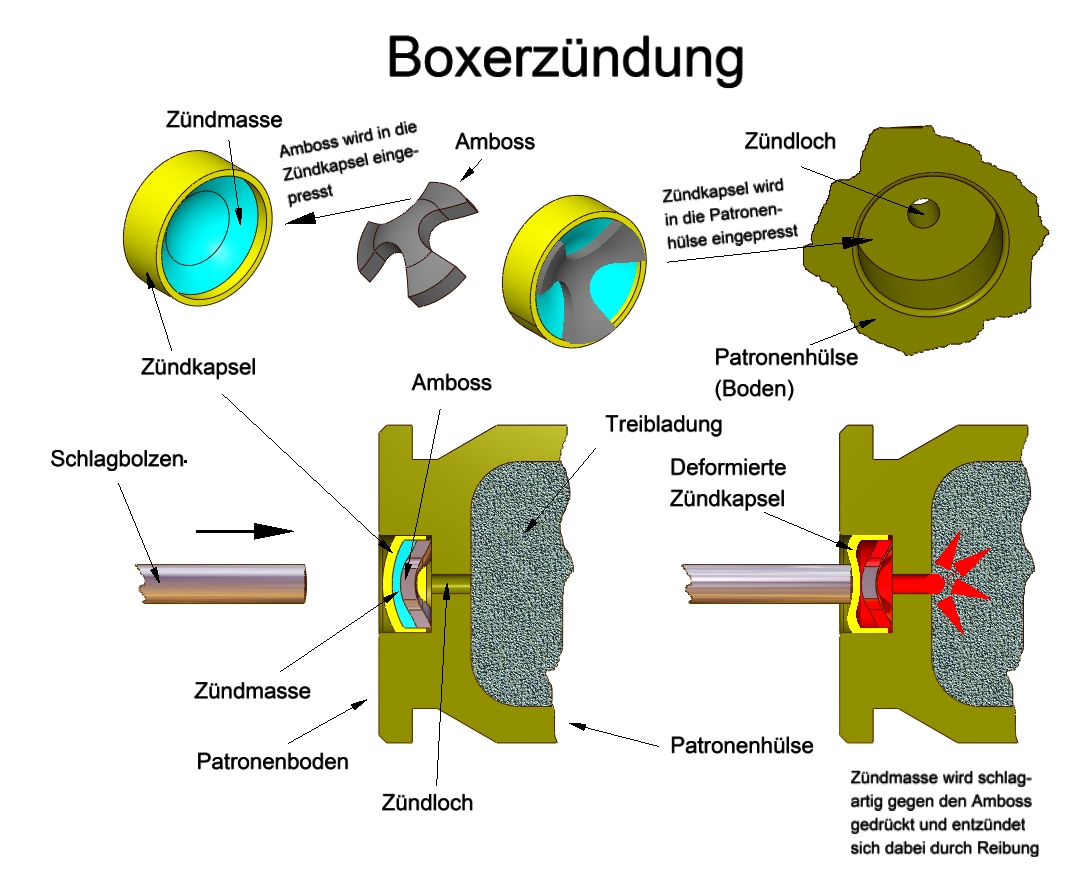
Darstellung des Patronenbodens mit der Zündglocke (oben rechts).

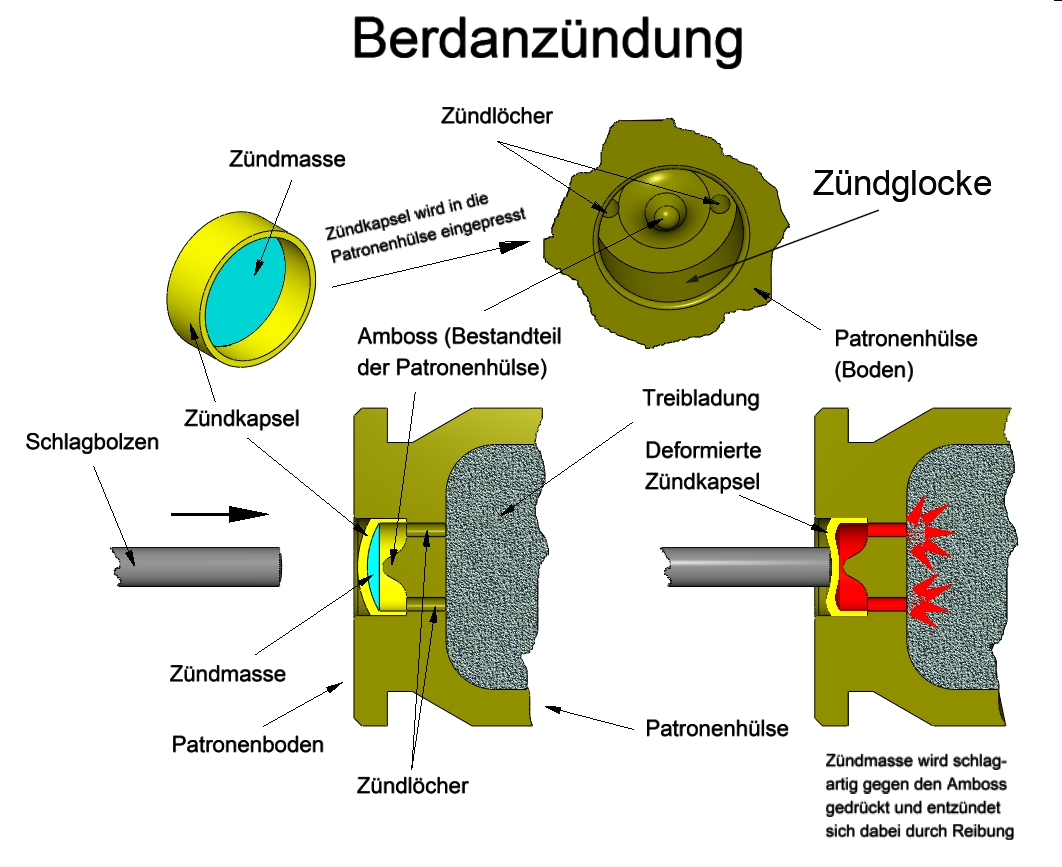
Darstellung des Patronenbodens mit der Zündglocke (oben rechts).

## Form
Je nachdem für welchen Typ von Anzündhütchen die Zündglocke vorgesehen ist, gibt es zwei verschiedene Formen. Sofern die Zündglocke für ein Boxerzündhütchen ausgelegt ist, mündet sie in einen zentralen Zündkanal. Wenn ein Berdanzündhütchen
vorgesehen wurde, weist sie zwei, manchmal auch drei Zündkanäle auf und hat eine zentrierte dornförmige Auswölbung, welche als Amboss für das Anzündhütchen dient. Durch das mehrfache Wiederladen einer Patrone mit Berdanzündglocke kann sich der Amboss verformen. Hierdurch können Zündversager auftreten.